# チョ・ドゥスン事件
チョ・ドゥスン事件（チョ・ドゥスンじけん）は、2008年12月に大韓民国・京畿道安山市檀園区で8歳の女子児童が男に誘拐・性暴行されて肛門と膣の80%を失った強姦致傷事件。
当初は「ナヨン事件」と呼ばれており、この事件の通称「ナヨン」は被害者の仮名だが、韓国では加害者を問題にすべきとのネット上の批判から、現在は加害者名「チョ・ドゥスン」を冠したチョ・ドゥスン事件（조두순 사건、趙斗淳事件）と呼ばれている。
韓国で最高刑である無期懲役を求刑されたが、男は前科17犯かつ強姦致傷罪の前歴があるのにもかかわらず、泥酔状態だったとして酒酔減軽による情状酌量で懲役12年の判決が確定した事件。そのため、酔った状態を心神耗弱に含めている韓国刑法への是非を呼んだ。

## 概要
2008年12月11日8時30分、当時56歳の男性チョ・ドゥスンは酒に酔ったまま、安山市檀園区の教会の前の路上で学校に登校中の当時8歳の女子児童を発見し、「教会に行かなければならない」と言って児童を教会のトイレに連れ込んだ。
ドゥスンは性器を露出し、舐めるように要求したが拒否されると頭部を殴るなどし、児童が泣き出すと首を絞めて気絶させた。ドゥスンは肛門性交などで射精した後、発覚を恐れて便器で使う器具を児童の肛門に入れて精液を吸い取ったため、脱腸するなどして内臓が壊死した。また頭部なども水道水で洗ったため、視力低下と鼻腔炎、内耳炎を引き起こし、ドゥスンは水道水を流しっぱなしにしたまま児童を放置し立ち去った。
児童は鼻骨骨折など最小でも全治8週間の怪我と、肛門と膣の80%を失うなどの身体障害を負った。

## 判決・量刑
ドゥスンは前科17犯で、1983年8月9日には強姦致傷罪で懲役3年の刑に服していた。
2009年1月9日に強姦傷害罪で起訴されたドゥスンは、3月4日に無期懲役を求刑されたが、3月27日に韓国刑法10条2項の酒酔減軽によって、泥酔状態による心身微弱が情状酌量され、一審判決で懲役12年を宣告された。
3月30日に加害者のチョ側は量刑が非常に重いと主張して控訴をしたが、最終的に7月24日控訴審が棄却された。
控訴審棄却の3日後の7月27日に再び上告したが9月24日やはり棄却されたことで懲役12年の判決が確定し、チョ・ドゥスンはチョンソン第二刑務所に独房収監された。2020年12月13日に刑期満了したが、刑期満了前に、電子装置付着法を改正、被害者への接近と飲酒禁止、児童施設立ち入り禁止、外出制限などの遵守事項適用、居住地半径1kmの監視カメラ増設計画が発表されている。

## 反響
初めはあまり報道されなかったが、2009年9月に性犯罪者に対する電子足輪着用の事例としてKBS 1TVで紹介されたところ、すぐに犯行の残忍さや幼児への犯罪への刑量に対する論議が呼びおこされた。
性犯罪は懲役15年以下で未成年者の場合加重処罰される。これが性犯罪と幼児への犯罪への刑量に対する論議を呼び、犯人の猟奇的な犯罪と裁判での無反省な態度のため多くの人々の怒りを呼び、国会や青瓦台のホームページに抗議が殺到した。
世論が悪化すると2009年9月30日、李明博大統領は閣僚会議席上で「司法の判断に問題提起するのは容易ではないが、そのような人々は一生隔離させることが当然なのではないかと思う程みじめに思う」と述べ、李貴男法務部長官も加害者に対する仮釈放はないと明らかにした。
また、同年10月1日に女性部と国家人権委員会のホームページに制度改善を要求する抗議文が多数寄せられた。
一方、ネチズンが同年10月1日インターネットに載せた犯人推定写真が事件と全く関係ない他人のものと明らかになった。

### 安山市による支援金回収騒動
被害者ナヨンの家庭は生活保護を受給していた。また母親がナヨンの将来のために保険に加入して毎月2万5000ウォンずつ保険料を納付していた。
両親は事件以後仕事を辞め、ナヨンの治療に専念し、安山市で支援金を受けて治療費と交通費を負担していた。保険会社も悲惨な事件を勘案して4000万ウォンの保険金を支給したが、安山市は突如市で受けた緊急治療支援費600万ウォンの全額返却を要求し、万一履行しない場合は住宅保証金を差し押さえると安山市長名義の公文書を2009年6月発送し、また原則的に300万ウォン以上の通帳残高があれば支援対象から除外されるとして、生活保護対象者恩恵も中断すると通知した。両親は「娘（ナヨン）の身体中一部機能が永久喪失され、また数年間は心理治療を受けなければならない」としたが受け入れられなかった。
この情報が報道された後、安山市のホームページにネチズンらの批判が殺到した。これに対し安山市関係者は支援金の回収方針を撤回し、基礎生活給も再び支給することで安山市に対する批判炎上の消火を試みた。

### 法改正と酒酔減軽廃止論議
2009年12月、韓国政府と与党ハンナラ党はこの事件を契機に児童性犯罪に対する刑量を最大50年まで引き上げるとともに、公訴時効も廃止することにした。また、児童性犯罪疑惑で処罰を受けない最小年齢を現行14歳未満から13歳未満に引き下げ、児童保護区域内CCTV設置拡大、薬品投与による化学的去勢治療法導入、重大児童性犯罪者に対する顔写真公開、電子足輪着用最大期限を30年まで延長するなど児童性犯罪に対するさまざまな対策を設置した。ただし、酒酔減軽自体は刑法に残っているため、2018年に慶尚南道昌原で隣家に住む6歳の幼稚園児の女の子を性暴行した50代会社員が週末昼間に酒を飲んだ後、自分の家付近路地に駐車した車の中で犯行を犯した際に酒酔減軽が適応されるのでは無いかと論議が起きたために廃止議論がある。